# خنجاب
خنجاب (به ترکی آذربایجانی: Xincab) یک منطقهٔ مسکونی در جمهوری آذربایجان است که در شهرستان کنگرلی واقع شده‌است. خنجاب ۶۱۹ نفر جمعیت دارد.